# Centrale hydroélectrique de Sainte-Rose
La centrale hydroélectrique de Sainte-Rose est une centrale hydroélectrique de l'île de La Réunion, département d'outre-mer français dans le sud-ouest de l'océan Indien. Située à proximité immédiate de la marine de Sainte-Rose, elle constitue le dernier maillon de l'aménagement hydroélectrique de Rivière de l'Est.

## Historique
Le projet de construction d’une usine hydroélectrique utilisant les eaux de la rivière de l’Est voit le jour pour la première fois en 1947, à la suite d’une mission de plusieurs mois, menée par une équipe d’EDF. Cependant, le rapport rédigé par ces ingénieurs exprime des freins à un tel projet : d’abord, le potentiel de la Rivière de l’Est est supérieur aux besoins de l’époque. Ensuite, les techniques pour la réalisation d’un tel chantier, ne sont pas tout à fait au point. Le projet est abandonné au profit d’autres lieux d’installations hydrauliques. Il ressort des cartons 30 ans plus tard. Finalement, les travaux de construction de l’ensemble hydroélectrique de la Rivière de l’Est durent un peu plus de trois ans. L’usine entre en service le 1er novembre 1979, date à laquelle la Réunion comptait déjà 3 centrales hydroélectriques : Takamaka, Langevin et le Bras de la Plaine. 

## Captage des eaux et stockage
Cette centrale prélève de l’eau dans la Rivière de l’Est grâce au captage des Orgues (reconstruite un peu plus haut après le passage d'un fort cyclone qui l’endommagea) à environ 900 mètres d’altitude au pied d'un cirque situé dans la partie Nord Est du massif du Piton de la Fournaise. À partir de ce captage, 2 tunnels (de plus de 4,6 km, 2,6 m de section revêtue, en fer à cheval et à radier plat) ont été creusés parallèlement dans la montagne. Une première galerie permet l’accès au captage des Orgues par véhicule pour procéder à la maintenance et la surveillance du captage. La seconde récolte l’eau captée (environ 6 à 8 m³/s) pour la ramener aux 4 réservoirs en acier d’EDF (d’une capacité de 25 000 m³ chacun) situés à 800 mètres d’altitude en hauteur de la ville de Sainte-Rose. 

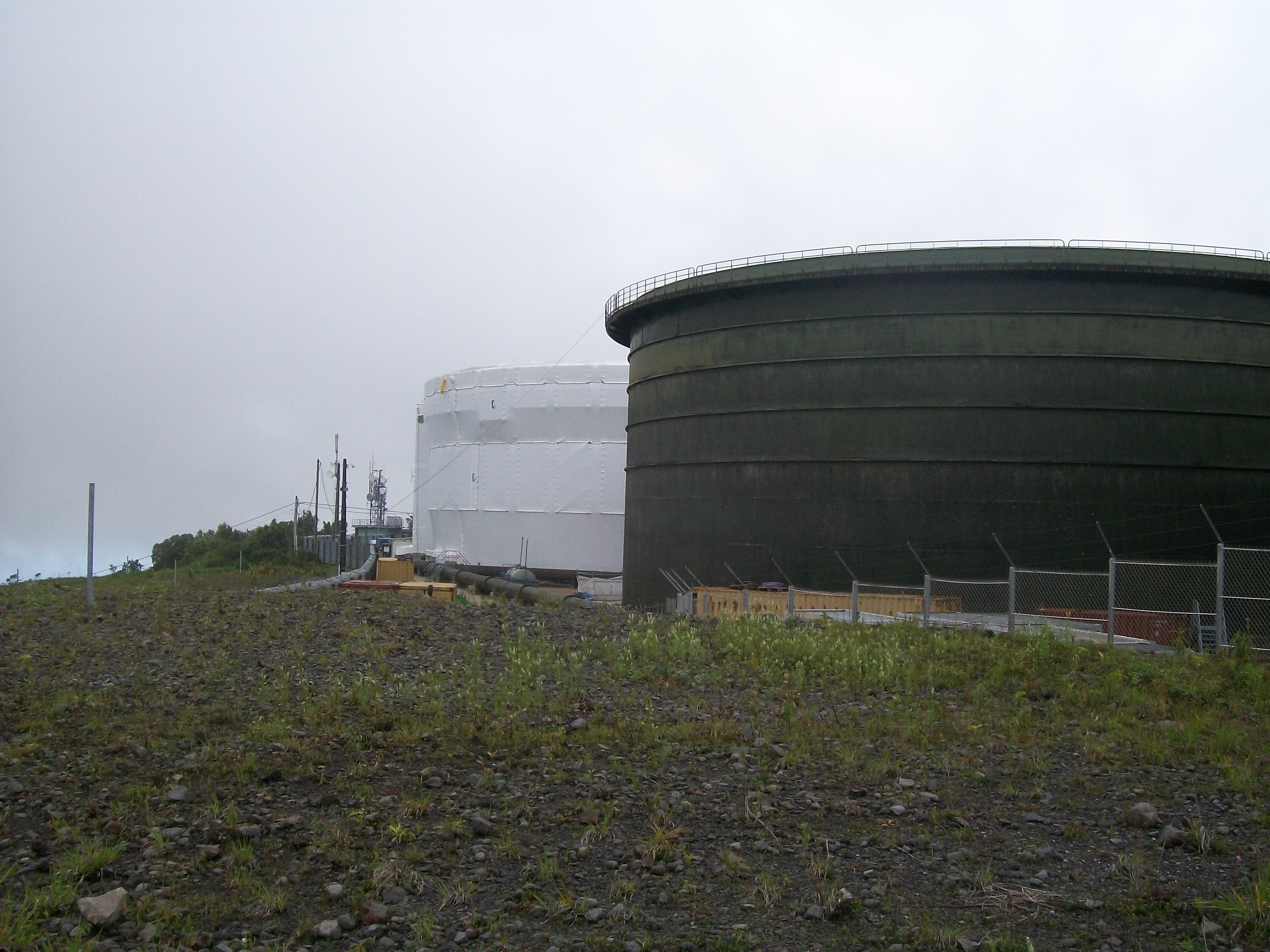
Réservoirs EDF

À partir de ces réservoirs, l’eau douce est dirigée dans une conduite forcée d’une longueur de 4,5 km (dénivelée de 870 m) pour qu’elle atteigne la centrale hydroélectrique de Sainte-Rose située en bord de mer au port de Sainte-Rose.

## Production électrique

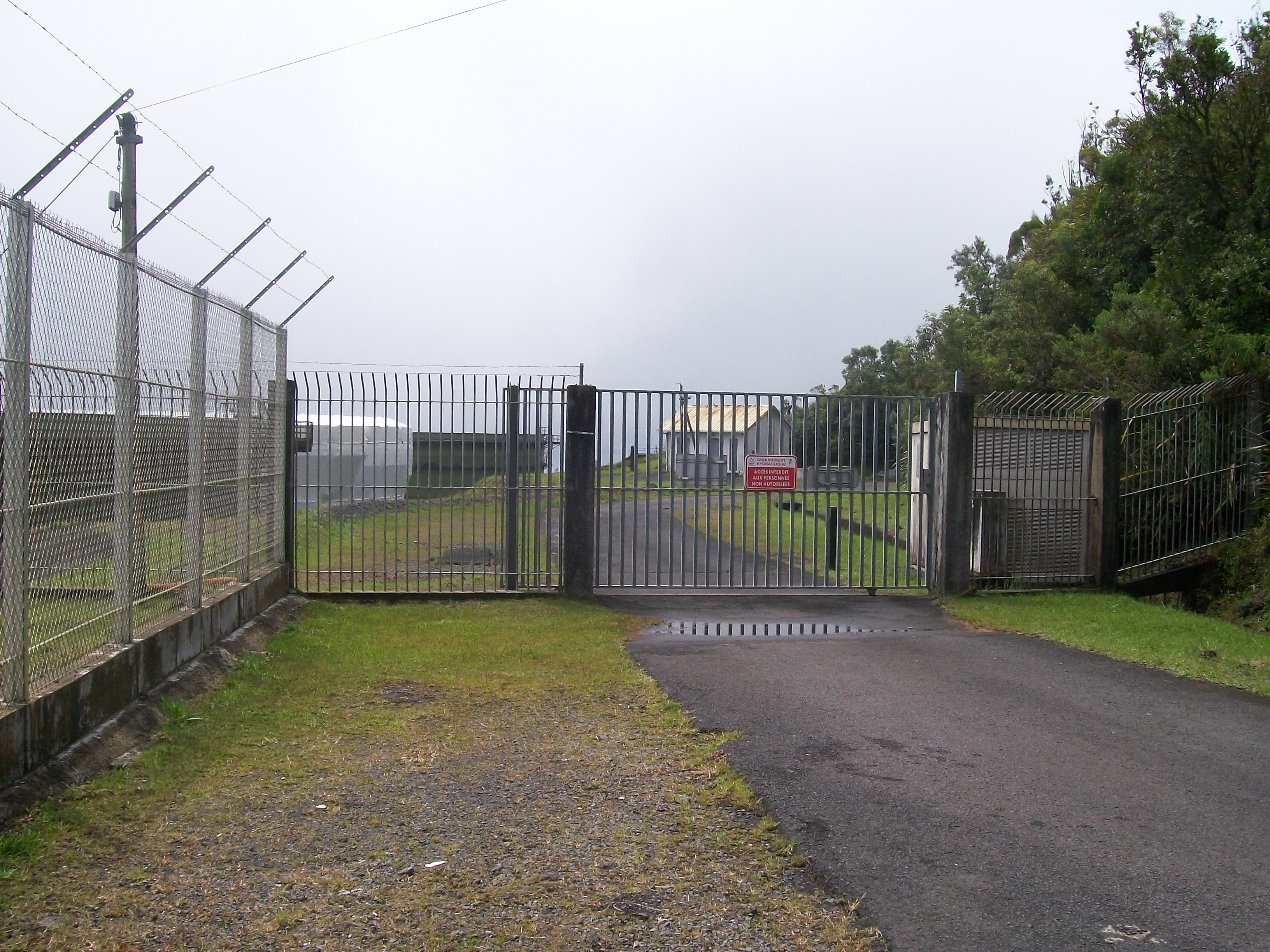
arrière des citernes

L’eau arrive dans la centrale avec une pression d’environ 80 bars et fait tourner les 4 turbines Pelton, d'une puissance unitaire de 22 MW qui permettent de produire 80 mégawatts ; en 2009, avant l'installation de la 4e turbine, la centrale a fourni 60 % de la production hydroélectrique de l'île, soit 12 % de sa production électrique totale. La construction a duré 3 ans et s'est terminée en juillet 2010.